# Dana Milbank

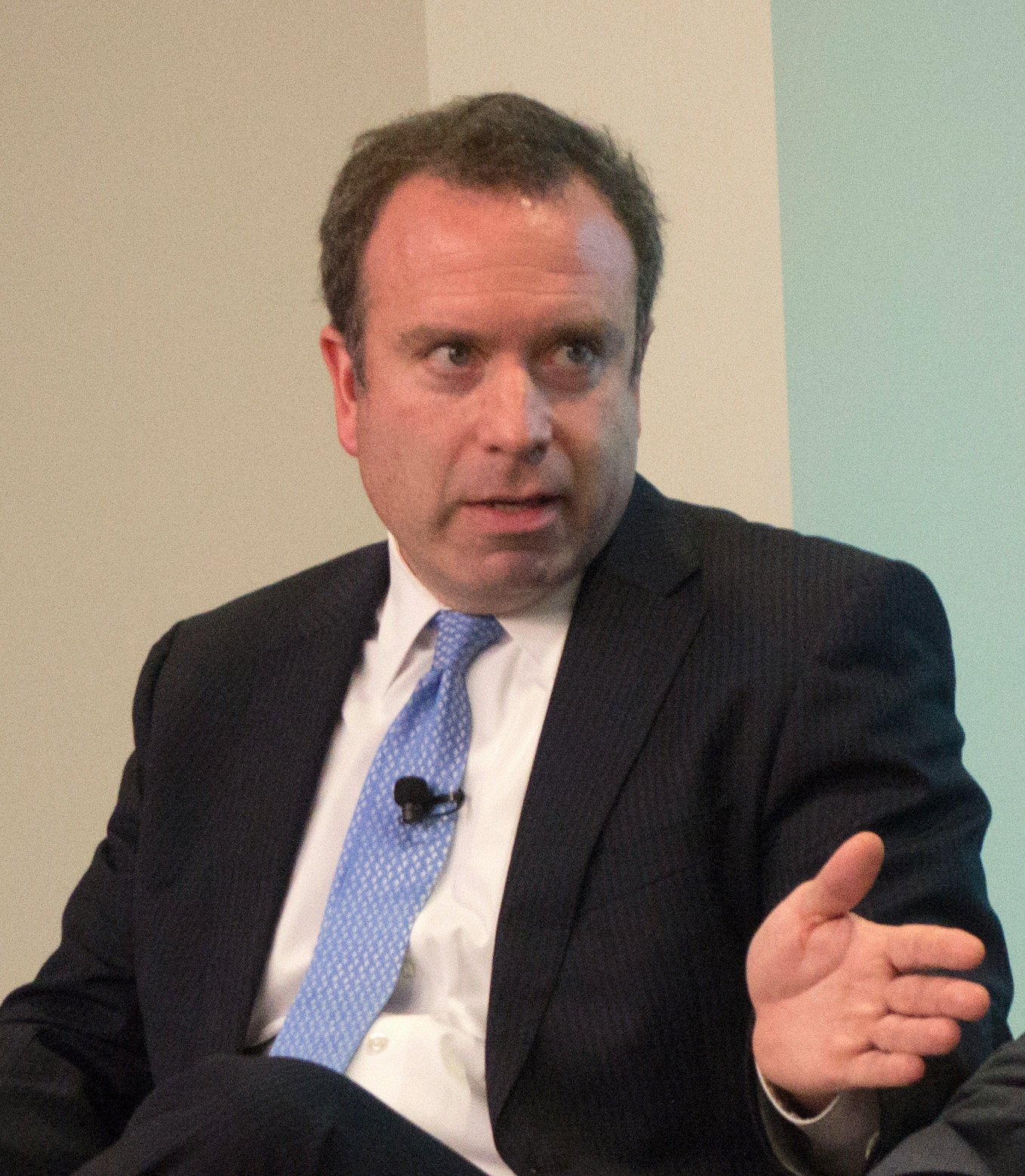
Dana Milbank (2016)

Dana Milbank (* 27. April 1968) ist ein US-amerikanischer Politik-Reporter. Er verfasst Artikel für die Washington Post über das Weiße Haus.
Milbank schloss sein Studium an der Yale University ab, an der er auch als ein Mitglied der Studentenverbindung Skull & Bones aufgenommen wurde. Er berichtete über die US-Präsidentschaftswahlen des Jahres 2000 und ist der Autor des Buches Smash Mouth: Two Years in the Gutter with Al Gore and George W. Bush – Notes from the 2000 Campaign Trail. Er schrieb auch über die Präsidentschaftswahlen von 2004, bei der beide Kandidaten (George W. Bush und John Kerry) "Skull & Bones"-Mitglieder waren.
In einem vielbeachteten Artikel auf der ersten Seite der Washington Post vom 22. Oktober 2002 schrieb Milbank über zwei Anschuldigungen Bushs gegenüber dem Irak. Zum einen über seine Aussage, wonach der Irak nur sechs Monate davon entfernt sei, Atomwaffen herzustellen und zum anderen, dass der Irak eine wachsende Anzahl unbemannter Flugkörper besitze. Milbank stellt in seinem Artikel fest, dass diese Behauptungen zweifelhaft, wenn nicht sogar falsch seien.

## Werke
- The Destructionists: The Twenty-Five Year Crack-Up of the Republican Party. Doubleday, New York 2022, ISBN 978-0-385-54813-7.